# Naturreservatet Cerro Guabule
Naturreservatet Cerro Guabule (Reserva Natural Cerro Guabule) är ett naturreservat i kommunen San Ramón, Matagalpa i centrala Nicaragua. Reservatet består huvudsakligen av berg och tropisk skog. Den viktigaste floden, Río Upá, flyter från nordväst mot sydost. I naturreservatet finns det fina möjligheter för vandring, fotografering och observation av flora och fauna.